# Zoltán Bartha
Zoltán Bartha (ur. 18 kwietnia 1989 w Budapeszcie) – węgierski wioślarz.

## Osiągnięcia
- Mistrzostwa Świata – Linz 2008 – ósemka wagi lekkiej – 9. miejsce[1].
- Mistrzostwa Świata U-23 – Račice 2009 – czwórka bez sternika wagi lekkiej – 5. miejsce[1].
- Mistrzostwa Świata – Poznań 2009 – ósemka wagi lekkiej – 9. miejsce[1].